# Вар (департамент)
Вижте пояснителната страница за други значения на Вар.
Вар (на френски: Var) е департамент в регион Прованс-Алпи-Лазурен бряг, югоизточна Франция. Образуван е през 1790 година от югоизточните части на дотогавашната провинция Прованс и получава името на река Вар. Площта му е 5973 km², а населението – 1 007 303 души (2009). Административен център е град Тулон.